# Tossal de la Somerota
El Tossal de la Somerota és una muntanya de 766 metres que es troba entre els municipis de Figuerola del Camp a l'Alt Camp i de Montblanc, a la comarca catalana de la Conca de Barberà.